# Passiflora tulae
Passiflora tulae är en passionsblomsväxtart som beskrevs av Ignatz Urban. Passiflora tulae ingår i släktet passionsblommor, och familjen passionsblomsväxter. Inga underarter finns listade i Catalogue of Life.

## Bildgalleri

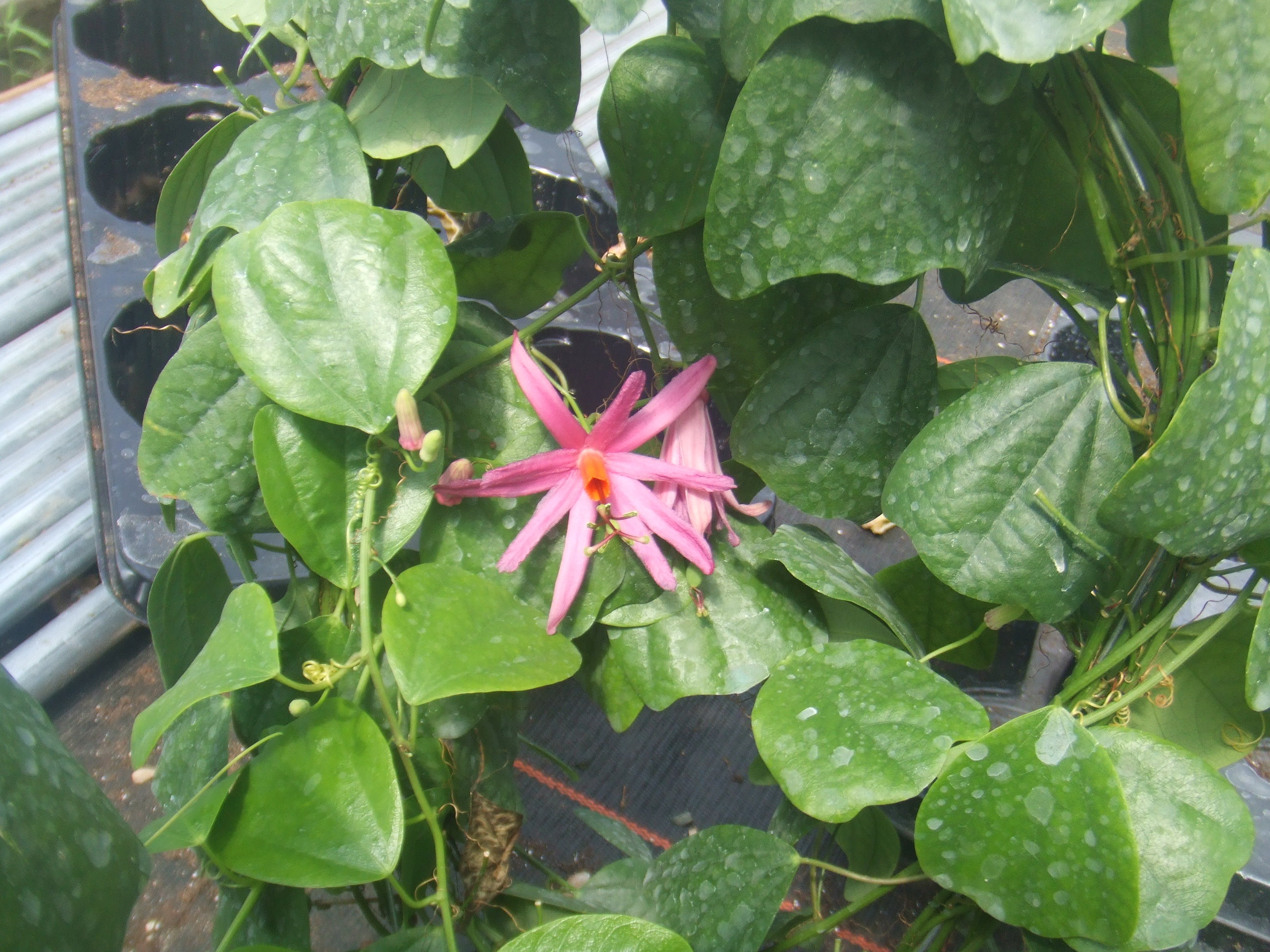
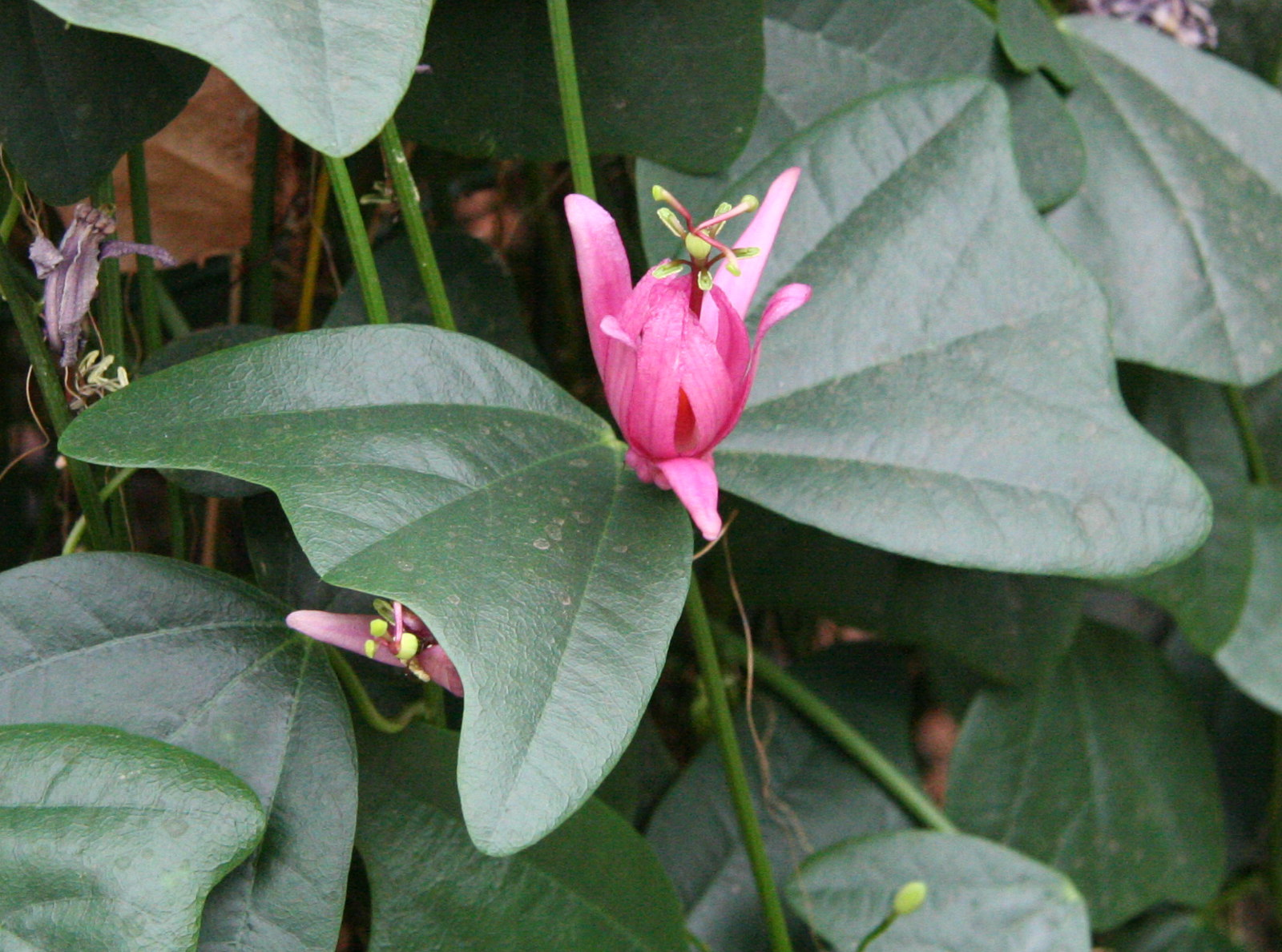
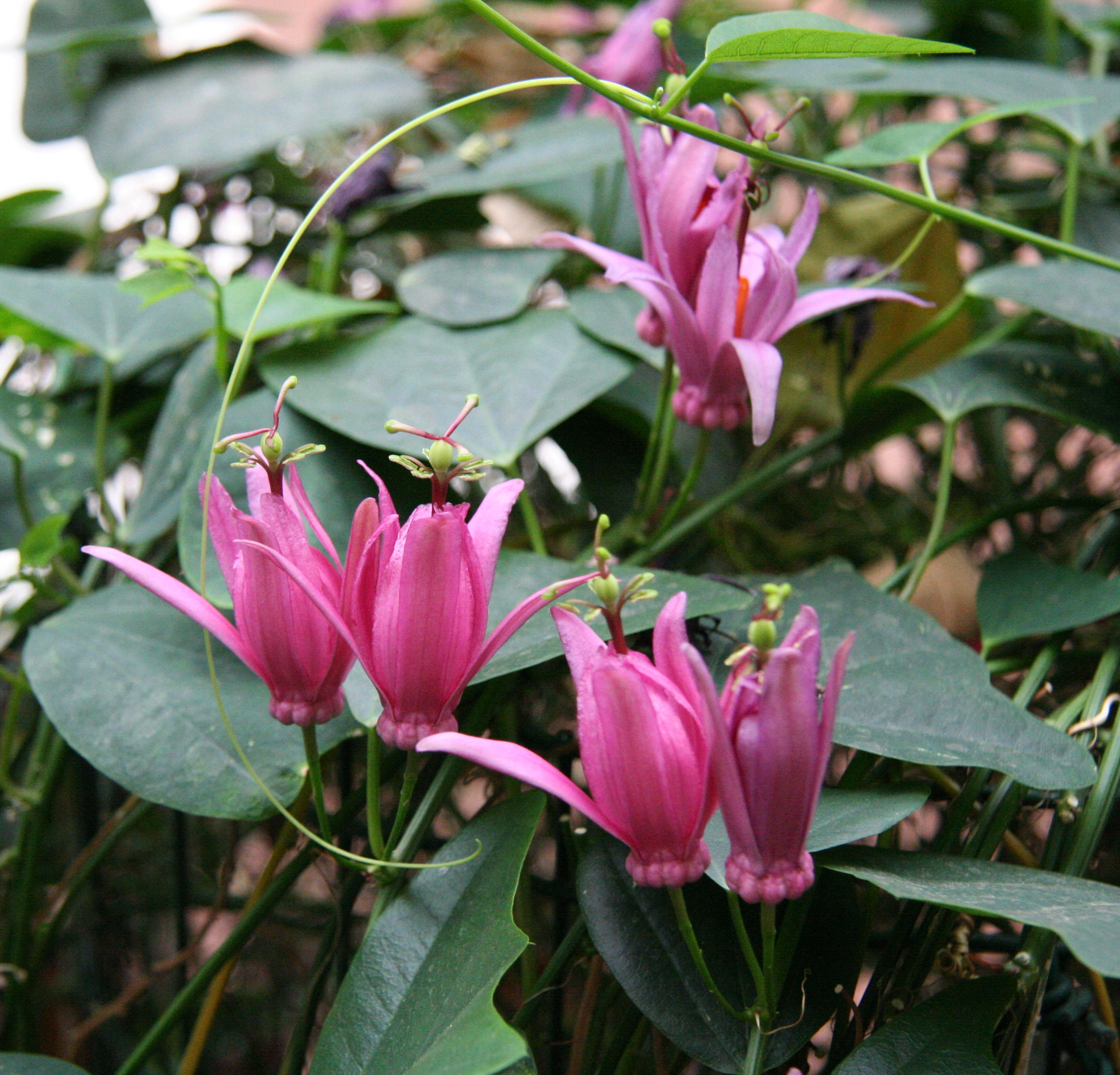